# Uncut
Uncut — ежемесячный британский журнал, в котором основное внимание уделяется музыке, а также имеются разделы, посвящённые книгам и фильмам.

## О журнале
Первый выпуск Uncut вышел в мае 1997 года. Главным редактором журнала стал Аллан Джонс (бывший редактор Melody Maker). В одном из интервью Джонс заявил: Идеи с Uncut возникли из моего собственного разочарования в том, что я делал в Melody Maker. Появилась идея сделать журнал для молодой аудитории; я становился старше, и читатели всё дальше отходили от меня.
Журнал публикует статьи о музыкальных исполнителях, альбомах, фильмах, а также интервью с музыкантами и режиссёрами. В музыкальном плане журнал сосредотачивается на роке и альтернативной музыке. Каждый выпуск журнала включает в себя CD, на котором могут содержаться как новинки, так и старые композиции. Аллан Джонс также пишет регулярную ежемесячную колонку, посвящённую истории его долгой карьеры в музыкальной журналистике. На обложках специальных выпусков Uncut были Radiohead, Боб Дилан, Брюс Спрингстин, The Byrds, Дэвид Боуи, Эрик Клэптон, Джон Леннон, Pink Floyd, Queen, Мартин Скорсезе, Led Zeppelin и многие другие.
С мая 2006 года в Uncut был полностью убран раздел, посвящённый книгам, и уменьшен раздел о фильмах.
В 2007 году ежемесячный тираж журнала сократился до 90 000 экземпляров. Ко второй половине 2009 года тираж сократился до 75 518.

### Uncut Legends
IPC Media выпускает отдельную серию журналов Uncut Legends, которые посвящены биографии какого-либо артиста. Эта серия началась в 2003 году с выпуска о Бобе Дилане, под редакцией Найджела Уильямсона. Также выходили журналы, полностью посвящённые Radiohead, Курту Кобейну, U2, Брюсу Спрингстину и Джону Леннону. Журнал о Ленноне вышел в день 25-й годовщины смерти экс-Битла. Редактором большинства выпусков Uncut Legends является Крис Хант.

### Uncut DVD
В конце 2005 года издавалась специальная версия Uncut с DVD, на котором был представлен какой-либо классический фильм. По словам директора IPC Media Эндрю Самнера, это было сделано для того, чтобы составить конкуренцию таким изданиям, как Ultimate DVD, DVD Review и DVD Monthly. Но, несмотря на положительные отзывы в британской отраслевой прессе, выпуск Uncut DVD свернули из-за возникших проблем у IPC Media.

### Uncut Music Award
В 2008 году было проведено первое вручения премии Uncut Music Award. Из списка 25 кандидатов, членами жюри (которые являются музыкантами или специалистами в музыкальной индустрии) выбирается победитель. Победителями прошлых лет были Fleet Foxes (2008), Tinariwen (2009), Пол Уэллер (2010) и Пи Джей Харви (2011).

## Дополнительные факты
- Согласно IPC Media 86 % читателей журнала — мужчины, и их средний возраст составляет 37 лет[7].